# جوزپه تومازی دی لامپه دوزا
جوزپه تومازی دی لامپه دوزا (به ایتالیایی: Giuseppe Tomasi di Lampedusa)، (زاده ۲۳ دسامبر ۱۸۹۶ – درگذشته ۲۳ ژوئیه ۱۹۵۷) یکی از نویسندگان ایتالیایی بود.
اثر معروف این شخصیت ادبی با نام یوزپلنگ می‌باشد.